# 横手喜一
横手 喜一（よこて よしかず、1967年9月10日 - ）は、日本の実業家。ポーラ・オルビスホールディングス代表取締役社長。元日本訪問販売協会会長。

## 人物
東京都出身。1990年一橋大学社会学部卒業、ポーラ化粧品本舗（現株式会社ポーラ）に入社し、宣伝部に配属される。以降、宣伝部門や、経営企画部門を歩み、総合調整室などで勤務した。
2006年株式会社フューチャーラボ代表取締役社長に就任。2011年からポーラ中国担当執行役員・ポーラ瀋陽董事長兼総経理。2015年からポーラマーケティング担当執行役員・商品企画部長として、ブランド戦略の策定や、商品開発にあたった。
2016年1月1日付でポーラ代表取締役社長に就任。同年6月日本訪問販売協会会長。東京ビッグサイトで開催された化粧品開発展での基調講演では、人口減少社会の中で、エイジングケアコスメをさらに進めた、第3世代のコスメの開発思想を論じた。2023年ポーラ・オルビスホールディングス代表取締役社長。